# Prix Amélie-Mesureur-de-Wally
Le prix Amélie-Mesureur-de-Wally, de la fondation Suzanne Mesureur, nommé en hommage à l'écrivaine Amélie Mesureur, est un ancien prix annuel de poésie créé en 1932 par l'Académie française et « décerné à un ouvrage de poésie du plus pur style classique ».

## Liste des lauréats

### Années 1930
- 1932 : Henri Maugis pour L'âme de la France
- 1934 : Anne (Madeleine Bougenaux) (1894-1959) pour Ballade à la belle qui viendra
- 1937 : Philippe Dumaine (1901-1990) pour Oblations
- 1938 : André Blanchard (1906-1975) pour Les Figures et les Songes
- 1939 : Ranulf de Montmorillon (1870-1948) pour La Maison heureuse

### Années 1940
- 1940 : Ernest Rouquié pour Ivresses alpines
- 1941 : Louis Guillot de Saix pour Ésope inconnu
- 1943 : Gaston Simon pour Dans la cendre du temps
- 1944 : Gaston Bourgeois (1910-1988) pour Dans le sillage de ma chimère
- 1945 : Anne-Marie Oddo pour Écrits sous des ciels d'orage
- 1946 : Georgette Chaillot-Nikolitch pour La Nuit tout en fleurs
- 1947 : 
  - Alphonse Gaillard (1882-1971) pour La Patrie blessée
  - Madeleine Sabine (1988-1979) pour La Basilique sous les étoiles
- 1948 : Lyne Bluet pour Les Harmonies de la nature et de l'amour
- 1949 : Paul Galland pour In memoriam

### Années 1950
- 1950 : Mireio Doryan (1901-1989) pour Le grand témoignage
- 1951 : 
  - Mme M.-T. de Fiquelmont pour Les Poisons de l’âme
  - Mme Granmasson de Grassat pour Le Retour du Bien aimé
- 1952 : 
  - Alice-Georges Vallières pour Crépuscule
  - Lucien Le Foyer pour Le Charme des choses
- 1953 : 
  - Ginette Bonvalet pour Bleu-noir
  - Jean Kobs pour Les Roses de la nuit
- 1954 : Marie-Madeleine Jouffroy pour Prisme (poèmes)
- 1955 : 
  - Henriette Boute-Kerollier pour Le Prieuré de Combourg
  - Hélène Fuchs pour À l’orée de Sénart
- 1956 : Germaine Blondin pour Cause de notre joie
- 1957 : 
  - Albert Flory pour Le Chant de la danse macabre
  - Olivier Mercier-Gouin pour l'ensemble de son œuvre
- 1958 : Gaston Luce pour L’Écrin royal. Prébendes d’Oé. Le chemin de lumière

### Années 1960
- 1961 : 
  - Francis Renauldon pour Sur la grève falune
  - Abbé Christian Robert pour Le Rêve de l’enfance
  - Hélène Seguin pour l'ensemble de son œuvre poétique
- 1962 : Germaine Lacombe-Decerf pour De Miel et d’Amour
- 1963 : Jacques Carton (1903-....) pour De mort et d’amour
- 1964 : Marie-Louise Delafontaine pour Solitude peuplée
- 1965 : Louis Morand pour Sonnets en Laconie
- 1967 : Roland Le Cordier (1912-....) pour Prince des lointains